# Amerikai Nemzeti Jégközpont
A Nemzeti Jégközpont (angolul National Ice Center – NIC) egy amerikai kutatóközpont. Székhelye Suitland-ben (Maryland államban, Washington közelében) található.
A Nemzeti Óceán- és Légkörkutatási Hivatal 1976. december 15-én alakult meg. A Nemzeti Jégközpontot 1995-ben hozták létre. A központ a változó jégtömbök mozgását figyeli, ill. elnevezi a frissen levált új tengeri jéghegyeket. A kutatóközpont az Antarktisz partvidékét négy negyedre osztotta A, B, C és D. A jégtömbök azt a betűt kapják meg, amely negyedben először pillantották meg őket. A B-20 nevezetű jéghegyet a B negyedben huszadikként észlelték. A jéghegy később a C negyed felé haladt, így átnevezték C-16-ra. 

## Lásd még
- Larsen B